# Cascudo-zebra
O cascudo-zebra (nome científico: Hypancistrus zebra), também chamado popularmente de cascudo-zebra-imperial, acari-zebra e zebrinha, é uma espécie de bagre da família dos loricariídeos (Loricariidae) endêmica do norte do Brasil. É uma espécie de peixe ameaçada de extinção, fato agravado pela iminência da construção da usina hidrelétrica de Belo Monte.

## Etimologia
O nome popular acari (que apresenta as variantes cari, guacari, uacari, vacari) deriva do tupi gwaka'ri com sentido de nome comum dos peixes da família dos loricariídeos. De acordo com o Dicionário Histórico das Palavras Portuguesas de Origem Tupi (DHPT), deriva do tupi *aka'ri, que designa um tipo de árvore da família das leguminosas. O termo foi registrado em 1594 como aguari, em 1817 como acarís e 1833 como acarí. Já o nome de seu gênero foi construído com a junção do grego hipo, "sob" e adkistron, "gancho".

## Distribuição e habitat
O cascudo-zebra habita uma pequena seção da porção média da bacia do rio Xingu, no Brasil, desde a região logo abaixo às cachoeiras de Belo Monte até a jusante do município de Altamira, no Pará, na região conhecida como Gorgulho da Rita. Não há evidências de que a área de ocorrência tivesse sido maior no passado. Por se tratar de uma espécie bentônica, prefere viver em fendas e cavidades em rochas, onde geralmente ocorre isolado nos esconderijos. Habitam locais rasos com até quatro metros de profundidade, com correnteza moderada a forte e eventual presença de poucos sedimentos depositados.

## Descrição
Foi descrito pela primeira vez em 1991 por I. J. H. Isbrücker e Han Nijssen. Recebeu seu nome de suas listras pretas e brancas, lembrando a coloração de uma zebra. Esta espécie apresenta crescimento acelerado e alta taxa de mortalidade, podendo medir de 80 milímetros a 10 centímetros. Pode pesar 3,99 gramas. Os machos maduros têm cabeça mais larga e espinhos interoperculares mais longos do que as fêmeas. Sua longevidade mínima na natureza é de cinco anos, com um tempo geracional de 2,5 anos e desova sazonal. É noturno, moderadamente territorial e prefere muitos esconderijos. A temperatura ideal da água é de cerca de 23 °C–26 °C. Alimentam-se de invertebrados aquáticos, principalmente larvas de insetos, como dípteros da família dos quironomídeos (Chironomidae), algas e detritos orgânicos.
O período reprodutivo do cascudo-zebra é longo e apresenta dois picos ao longo do ano, nas transições entre os períodos de cheia e seca do rio Xingu. Por ninhada, deposita menos de 20 ovos. As fêmeas alcançam a maturidade sexual no primeiro ano de vida, com tamanho de quatro centímetros, e os machos com 30 milímetros. Da mesma forma que outras espécies do gênero Hypancistrus, o macho prende a fêmea em uma caverna onde ela deposita seus ovos para o macho fertilizar. Isso geralmente é feito em torno de um pH de 6,5-7,2 e uma temperatura da água de 27 °C. Este processo pode demorar entre um e cinco dias dependendo da experiência que a fêmea tem na maternidade. O macho costuma morder a fêmea para mantê-la na caverna, o que é um comportamento natural da espécie. Uma vez que os ovos são fertilizados, a fêmea vai embora, embora o macho guarde os ovos até que eclodam e pode até ficar para vê-los se transformar em filhotes. Uma vez nascidos, os alevinos nadam após sete dias e absorvem o saco vitelino, que está preso ao ventre, em duas semanas.

## Em aquário
O ambiente deve possuir substrato de pequenos cascalhos lisos e seixos com pedregulhos lisos, paralelepípedos e rochas formando cavernas e fendas. É uma espécie cara porque só pode ser coletada ou reproduzida em pequenos números. É um peixe simples de manter, mas precisa de água limpa e morna e uma correnteza rápida. É improvável que sobrevivam em águas paradas ou em ambientes sujos.

## Conservação
O cascudo-zebra foi ameaçado pela coleta excessiva para o comércio internacional de peixes ornamentais. A Instrução Normativa MMA N.º 05, de 21 de maio de 2004, de competência do Ministério do Meio Ambiente, reconheceu a espécie como vulnerável e proibiu sua comercialização. Com a proibição da captura em 2004, sua população aparentemente está se recuperando, sendo possível avistá-lo com frequência, mesmo com a existência de pesca ilegal contrabandeados para a Colômbia, de onde são exportados regularmente. Atualmente, a principal ameaça à sobrevivência da espécie é a construção da Usina Hidrelétrica de Belo Monte, que afeta uma área de 407 quilômetros quadrados, sobrepondo-se aos 392 quilômetros quadrados nos quais a espécie prospera. Em uma projeção de 10 anos, estima-se que a usina provocaria uma redução populacional superior a 80%, com altíssimo risco de extinção.
Em 2007, o cascudo-zebra foi classificado como vulnerável na Lista de espécies de flora e fauna ameaçadas de extinção do Estado do Pará; como criticamente em perigo na Portaria MMA N.º 444 de 17 de dezembro de 2014; em 2018, como criticamente em perigo no Livro Vermelho da Fauna Brasileira Ameaçada de Extinção do Instituto Chico Mendes de Conservação da Biodiversidade (ICMBio); e em 2022, como criticamente em perigo no anexo três (peixes) da Lista Oficial da Fauna Brasileira Ameaçada de Extinção da Portaria MMA N.º 148, de 7 de junho de 2022. Em 2013, foi incluído no anexo III da Convenção sobre o Comércio Internacional das Espécies Silvestres Ameaçadas de Extinção (CITES), que trata de espécies cuja exploração está restrita ou impedida e que requerem cooperação no controle.
O cascudo-zebra faz parte das espécies contempladas no Plano de Ação Nacional para a Conservação das espécies Endêmicas e Ameaçadas de Extinção da Fauna da Região do Baixo e Médio Xingu, que recomendou a reprodução em cativeiro em criadouros científicos e criação de uma rede de criadores credenciados. Ainda foram recomendados estudos a respeito da viabilidade de translocação de espécimes à região do médio e alto Xingu e rio Iriri, em decorrência das mudanças ambientais provocadas pela usina de Belo Monte. O cascudo-zebra também faz parte das 819 espécies de peixes raros de água doce no Brasil com base na avaliação feita pela Organização Não Governamental Conservação Internacional (CI), que busca reunir informações sobre espécies reconhecidas como raras e mapear áreas-chave para sua conservação.